# Єлек
Єле́к (каз. Елек) — село у складі Мугалжарського району Актюбінської області Казахстану. Входить до складу Аккемерського сільського округу.
До 2000 року село називалося Золотонош, в радянські часи — Золотоношенський.
Населення — 433 особи (2021; 454 у 2009, 637 у 1999, 625 у 1989).